# Polypedilum annulatipes
Polypedilum annulatipes är en tvåvingeart som först beskrevs av Jean-Jacques Kieffer 1910.  Polypedilum annulatipes ingår i släktet Polypedilum och familjen fjädermyggor. Inga underarter finns listade i Catalogue of Life.